# Florian Kogan
Florian Kogan (* 9. März 1981 in Berlin) ist ein deutscher Schauspieler.

## Leben und Werk
Florian Kogan wurde als Sohn einer jüdisch-russischen Familie in Berlin geboren, wuchs anschließend in Großbritannien, Frankreich und Deutschland auf. Am Carmel College in Oxfordshire sowie an der Universität Westminster absolvierte er später seine Schauspielausbildung. Nebenbei erste Rollen am dortigen Collegetheater. Ab 2006 nahm er in Deutschland intensiven Schauspiel- und Sprechunterricht, um den hiesigen Anforderungen noch besser gerecht zu werden.
In Deutschland startete er 2001 eine Film- und Fernsehkarriere und debütierte in Markus Gollers Kinofilm Mask under Mask. Bekannt geworden ist er durch die Rolle des Krankenpflegers Murat in der ARD-Vorabendserie St. Angela, die er von 2001 bis 2004 verkörperte.

## Filmografie
- 2001: Faces, Respekt (Kurzfilm)
- 2001: Blitz (Kurzfilm)
- 2001: Mask under Mask
- 2001: St. Angela (Fernsehserie)
- 2004: Schulmädchen (Fernsehserie) Staffel 1 – Folge 2 (Christian, Gastrolle)
- 2005: Inga Lindström – Sprung ins Glück
- 2006: Lake of Soldiers
- 2006–2009 "Das andalusische Mirakel (Theater am Kurfürstendamm und Tournee)
- 2010: Keinohrhasen (Theater)
- 2011: Das Leben ist keine Autobahn (Party Boy)